# Estação El Carmen

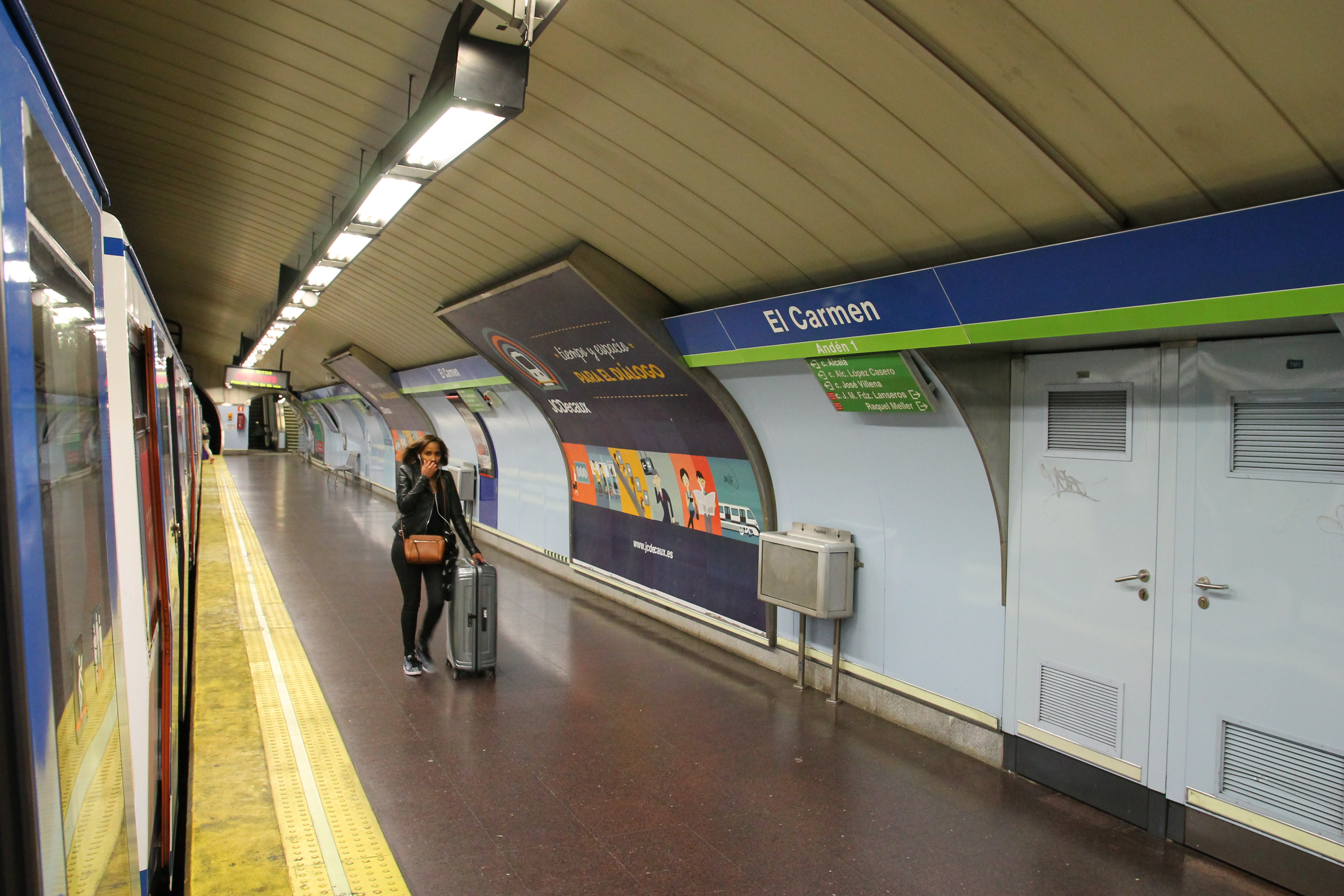
Plataformas de embarque

El Carmen é uma estação da Linha 5 do Metro de Madrid. 

## História
A estação foi aberta ao público em 28 de maio de 1964 como parte da linha 2. Em 20 de julho de 1970, foi adicionada à linha 5.